# Dystrykt Klay
Dystrykt Klay - dystrykt w hrabstwie Bomi, w zachodniej części Liberii. Według spisu ludności z 2008 roku liczy sobie 22 355 mieszkańców, co czyni go drugim co do wielkości zaludnienia dystryktem w hrabstwie.